# JR九州電気システム
JR九州電気システム株式会社（ジェイアールきゅうしゅうでんきシステム）は、福岡県福岡市博多区に本社を置く、鉄道関連等の電気設備を行う企業である。九州旅客鉄道の中間持株会社、JR九州建設グループホールディングス傘下。

## 概要
1952年（昭和27年）3月の創業以来、九州一円の国鉄電気工事の設計および工事請負を行ってきた企業。
1987年（昭和62年）4月1日の国鉄分割民営化でJR九州が発足した。国鉄時代は電気設備工事を全国規模の大手企業が受注していたが、JR九州設立を機に、九州に拠点を置き、JR九州と一体となって活動できる会社を必要とされたことから1989年（平成元年）9月、JR九州の出資を受け、同社の子会社となった。
2009年（平成21年）、熊本支店の社員による技術解説「工事指揮者として作業への取り組み」が鉄道電業研究会 平成20年秋号に掲載された。
人材育成には会社組織内に研修センターを置き、各種専門教育を行い体系化している。

## 沿革
- 1952年（昭和27年）3月 - 「大栄電業株式会社」として創立。
- 1989年（平成元年）9月 - JR九州の出資を受け、同社の傘下となる。
  - 同年12月 - 九州電気システム株式会社に改称。
- 2020年（令和2年）1月 -　現社名に改称。
- 2023年（令和5年）7月3日 - JR九州の建設セグメント5社の共同株式移転により、中間持株会社「JR九州建設グループホールディングス」を設立し、その子会社となる[6]。

## 事業内容
| - 鉄道電気設備 - 電車線路設備 - 変電設備 - 電灯電力設備 - 信号通信設備 - 信号設備 - 通信設備 | - 鉄道その他 - 設計業務 - 新幹線工事 - 海外鉄道事業 - 建築電気設備 - システム開発 - オール電化・太陽光発電システム |

## 事業所
- 本社 - 福岡県福岡市博多区
  - 北部九州支社 - 福岡県福岡市博多区、福岡県・佐賀県・長崎県・大分県担当。
  - 南部九州支社 - 熊本県宇土市、熊本県・鹿児島県・宮崎県担当。

ほか、九州島内各地に工事所がある。